# Theridula theriella
Theridula theriella är en spindelart som beskrevs av Embrik Strand 1907. Theridula theriella ingår i släktet Theridula och familjen klotspindlar.
Artens utbredningsområde är Madagaskar. Inga underarter finns listade i Catalogue of Life.